# Simple API for XML
SAX son las siglas de "Simple API for XML", originalmente una API únicamente para el lenguaje de programación Java que después se convirtió en la API estándar de facto para usar XML en JAVA. Existen versiones de SAX no sólo para JAVA, sino también para otros lenguajes de programación (como Python).

## Analizador o parser SAX
- Detecta cuándo empieza y termina un elemento o el documento, o un conjunto de caracteres, etc. (Genera eventos)
- Gestiona los espacios de nombres.
- Comprueba que el documento está bien formado.
- Las aplicaciones necesitan implementar manejadores de los eventos notificados.
- SAX lee secuencialmente de principio a fin, sin cargar todo el documento en memoria.

## Ventaja y desventajas
- Eficiencia en cuanto al tiempo y la memoria empleados en el análisis.
- No dispone de la estructura en árbol.
- Es más difícil de manipular.
- Realiza una lectura secuencial del documento por lo que una vez leído no se puede volver atrás, algo que DOM sí permite.